# Эльберт, Григорий Абрамович
Григорий Абрамович Эльберт (1911—1984) — советский звукооператор кино. Лауреат Сталинской премии третьей степени (1952). Заслуженный работник культуры РСФСР (1976).

## Биография
Родился в 1911 году.
Работал звукооператором на киностудии «Ленфильм» и Свердловской киностудии.
Член Союза кинематографистов СССР (Свердловское отделение).
Ушёл из жизни в 1984 году. Похоронен на Ковалёвском кладбище.

## Награды и звания
- Сталинская премия третьей степени за фильм «Свет в Коорди» (1952)[3].
- заслуженный работник культуры РСФСР.

## Фильмография
1. 1939 — Патриот (Режиссёр-постановщик: Ян Фрид)
2. 1940 — Возвращение (Режиссёр-постановщик: Ян Фрид)
3. 1940 — Концерт на экране (совместно с Иваном Дмитриевым) (Режиссёр-постановщик: Семён Тимошенко)
4. 1940 — Моя любовь (Режиссёр-постановщик: Владимир Корш-Саблин)
5. 1951 — Свет в Коорди (Режиссёр-постановщик: Герберт Раппапорт)
6. 1951 — Советская Кабарда (короткометражный) (документальный) (Режиссёры-постановщики: Анатолий Граник, Тамара Родионова)
7. 1952 — В Заилийском Алатау (короткометражный) (документально-видовой) (Режиссёр-постановщик: Михаил Короткевич)
8. 1952 — Концерт мастеров искусств (фильм-концерт) (Режиссёр-постановщик: Александр Ивановский)
9. 1953 — Горячее сердце (Режиссёр-постановщик: Геннадий Казанский)
10. 1953 — Мастера русского балета (фильм-балет) (Режиссёр-постановщик: Герберт Раппапорт)
11. 1954 — Запасной игрок (Режиссёр-постановщик: Семён Тимошенко)
12. 1955 — Счастье Андруса (Режиссёр-постановщик: Герберт Раппапорт)
13. 1955 — Таланты и поклонники (Режиссёры-постановщики: Андрей Апсолон, Борис Дмоховский
14. 1956 — Старик Хоттабыч (Режиссёр-постановщик: Геннадий Казанский)
15. 1957 — На острове Дальнем… (Режиссёр-постановщик: Николай Розанцев)
16. 1957 — Смерть Пазухина (Режиссёр-постановщик: Григорий Никулин)
17. 1958 — Евгений Онегин (Режиссёр-постановщик: Роман Тихомиров)
18. 1959 — В твоих руках жизнь (Режиссёр-постановщик: Николай Розанцев)
19. 1959 — Невские мелодии (фильм-концерт) (совместно с Семёном Шумячером) (Режиссёр-постановщик: Иосиф Шапиро)
20. 1960 — Пиковая дама (фильм-опера) (Режиссёр-постановщик: Роман Тихомиров)
21. 1960 — Ребята с Канонерского (совместно с Семёном Шумячером) (Режиссёр-постановщик: Михаил Шапиро)
22. 1961 — Мишель и Мишутка (короткометражный) (Режиссёры-постановщики: Аян Шахмалиева, Михаил Шамкович)
23. 1962  — 713-й просит посадку (Режиссёр-постановщик: Григорий Никулин)
24. 1962 — Черёмушки (Режиссёр-постановщик: Герберт Раппапорт)
25. 1963 — Крепостная актриса (Режиссёр-постановщик: Роман Тихомиров)
26. 1964 — Когда песня не кончается (музыкальный фильм-ревю) (Режиссёр-постановщик: Роман Тихомиров)
27. 1964 — Помни, Каспар… (Режиссёр-постановщик: Григорий Никулин)
28. 1965 — Третья молодость (СССР/Франция) (Режиссёр-постановщик: Жан Древиль)
29. 1967 — Свадьба в Малиновке (Режиссёр-постановщик: Андрей Тутышкин)
30. 1968 — Виринея (Режиссёр-постановщик: Владимир Фетин)
31. 1969 — Встреча у старой мечети (Режиссёр-постановщик: Сухбат Хамидов)
32. 1969 — Князь Игорь (фильм-опера) (Режиссёр-постановщик: Роман Тихомиров)
33. 1970 — Любовь Яровая (Режиссёр-постановщик: Владимир Фетин)
34. 1971 — Чёрные сухари (СССР/ГДР) (совместно с Э. Ницше) (Режиссёр-постановщик: Герберт Раппапорт)
35. 1971 — Шельменко-денщик (Режиссёр-постановщик: Андрей Тутышкин)
36. 1971 — Киноальманах «Шутите?» Новелла «Шутите?» (короткометражный) (Режиссёр-постановщик: Валерий Чечунов)
37. 1972 — Табачный капитан (Режиссёр-постановщик: Игорь Усов)
38. 1973 — … а вы любили когда-нибудь? (Режиссёр-постановщик: Игорь Усов)
39. 1973 — Тайна забытой переправы (Режиссёр-постановщик: Сухбат Хамидов)
40. 1975 — Призвание (ТВ) (Режиссёр-постановщик: Август Балтрушайтис)
41. 1976 — Весёлое сновидение, или Смех и слёзы (ТВ) (Режиссёр-постановщик: Игорь Усов)
42. 1976 — Кадкина всякий знает (совместно с Наталией Аванесовой) (Режиссёры-постановщики: Анатолий Вехотко, Наталия Трощенко)
43. 1976 — Небесные ласточки (ТВ) (Режиссёр-постановщик: Леонид Квинихидзе)
44. 1976 — Синяя птица (СССР/США) (Режиссёр-постановщик: Джордж Кьюкор)
45. 1978 — Киноальманах «Завьяловские чудики». Новелла «Капроновая ёлочка» (короткометражный) (Режиссёр-постановщик: Эрнест Ясан)
46. 1978 — Трасса (СССР/ЧССР) (Режиссёры-постановщики: Анатолий Вехотко, Наталия Трощенко)
47. 1979 — Нескладуха (короткометражный) (Режиссёр-постановщик: Сергей Овчаров)
48. 1979 — Пани Мария (Режиссёр-постановщик: Наталия Трощенко)
49. 1979 — Прогулка, достойная мужчин (Режиссёр-постановщик: Анатолий Вехотко)
50. 1980 — Таинственный старик (Режиссёр-постановщик: Леонид Макарычев)
51. 1981 — Комендантский час (Режиссёр-постановщик: Наталия Трощенко)
52. 1981 — Личной безопасности не гарантирую… (Режиссёр-постановщик: Анатолий Вехотко)
53. 1981 — Ночь на четвёртом круге (Режиссёр-постановщик: Игорь Усов)
54. 1982 — Семь часов до гибели (Режиссёр-постановщик: Анатолий Вехотко)
55. 1982 — Сквозь огонь (совместно с Еленой Демидовой) (Режиссёр-постановщик: Леонид Макарычев)
56. 1983 — Высокая проба (ТВ) (Режиссёр-постановщик: Игорь Усов)
57. 1984 — Перикола (ТВ) (Режиссёр-постановщик: Александр Белинский)

## Звукооператор озвучивания
1. 1926 — Катька — бумажный ранет (Режиссёр-постановщик: Эдуард Иогансон, Фридрих Эрмлер). Фильм озвучен на киностудии «Ленфильм» в 1973 году.
2. 1929 — Обломок империи (Режиссёр-постановщик: Фридрих Эрмлер). Фильм восстановлен в новой редакции на киностудии «Ленфильм» в 1967 году.

## Звукооператор дубляжа
1. 1974 — Не бойся, не отдам (Режиссёр-постановщик: Болеслав Руж) (Рижская киностудия)
2. 1973 — Куда уходят сказки (Режиссёр-постановщик: Альгирдас Дауса) (Литовская киностудия)
3. 1973 — Пятеро на тропе (Режиссёр-постановщик: Мукадас Махмудов) («Таджикфильм»)
4. 1969 — Осёл, селёдка и метла (Режиссёр-постановщик: Эльберт Туганов) («Таллинфильм»)
5. 1971 — Атомик (мультфильм) (Режиссёр-постановщик: Эльберт Туганов) («Таллинфильм»)

1. 1973 — Если умолкнет певец (Режиссёр-постановщик: Энрика Дави) (Аргентина)
2. 1974 — Киноальманах «Добрые дяди». Новеллы «Дельфин» и «Фотолюбитель» (Режиссёр-постановщик: Димитр Петров) (НРБ)
3. 1976 — Любовь с препятствиями (Режиссёр-постановщик: Пётр Василев) (НРБ)
4. 1973 — Великолепный (Режиссёр-постановщик: Филипп де Брока) (Италия/Франция)
5. 1976 — Фантастическое путешествие на воздушном шаре (Режиссёр-постановщик: Рене Кардона) (Мексика)
6. 1982 — Остаюсь с тобой (Режиссёр-постановщик: Джордже Корня) (СРР)
7. 1976 — Последний выстрел (Режиссёр-постановщик: Серджо Мартино) (Франция)

## Признание и награды
- 1952 — Лауреат Сталинской премии третьей степени за фильм «Свет в Коорди».
- 1976 — Заслуженный работник культуры РСФСР[4].

Работал звукооператором на фильмах, получивших признание в СССР и за рубежом:
1. 1958 — Евгений Онегин — Первая премия Григорию Эльберту на II МКФ (1959); Диплом фильму на XIII МКФ в Эдинбурге, Шотландия (1960).
2. 1960 — Пиковая дама — Диплом фильму на конкурсе фильмов УНИАТЕК (1960).
3. 1972 — Табачный капитан — «Серебряный приз» фильму на МКФ городов побратимов в Одессе «Киномарина» (1973).
4. 1979 — Нескладуха — Приз «За лучшую художественную короткометражную картину» на I Всесоюзном смотре работ молодых кинематографистов (1979).